# コンコード・ジャズ

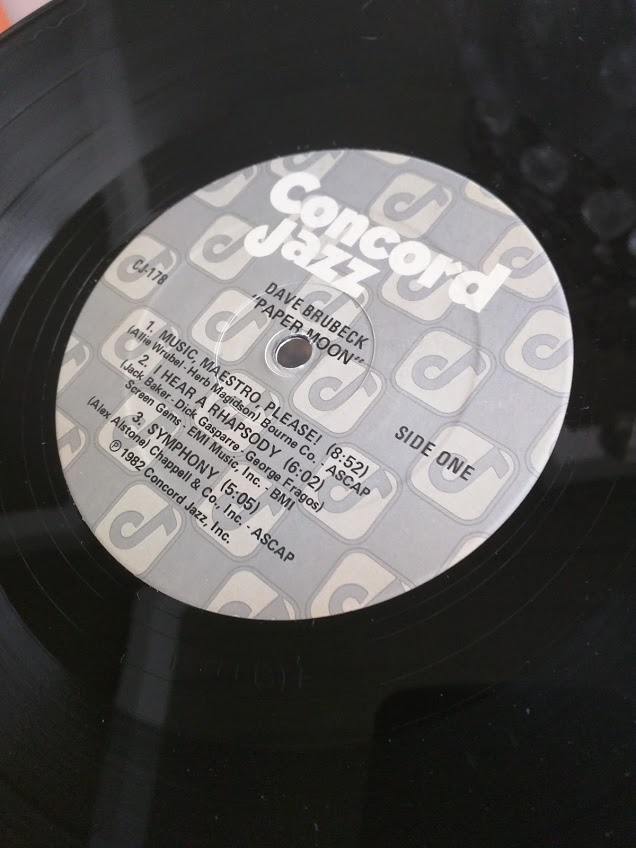
コンコード・ジャズ・レーベル

コンコード・ジャズ（Concord Jazz）は、カリフォルニア州コンコードにあるジェファーソン・モーターズ・リンカーン・マーキュリー・ディーラーシップの元オーナーであるカール・ジェファーソンによって1973年に設立されたレコード会社およびレーベル。レーベル名はサンフランシスコ東部ベイエリアの都市と、ジェファーソンも開催に関わったジャズ・フェスティバルにちなんで名づけられた。このレーベルは、アート・ブレイキー、キャノンボール・アダレイ、スタン・ゲッツ、レイ・ブラウン、ローズマリー・クルーニー、チック・コリア、イリアーヌ・イリアス、カート・エリングの録音を発表した。コンコードが所有している。

## アーティスト
- キャノンボール・アダレイ
- ハワード・アルデン
- ハーブ・アルパート
- モンティ・アレキサンダー
- スティーヴ・アレン
- イーデン・アトウッド
- ジョージ・バーンズ
- レイ・バレット
- カウント・ベイシー
- アート・ブレイキー
- テレンス・ブランチャード
- ウィリー・ボボ
- ルビー・ブラフ
- ランディ・ブレッカー
- ブッチャー・ブラウン
- レイ・ブラウン
- デイヴ・ブルーベック
- チャーリー・バード
- フランク・キャップ
- ベティ・カーター
- レイ・チャールズ
- ローズマリー・クルーニー
- ジョン・コリンズ
- ビング・クロスビー
- ホルヘ・ダルト
- バディ・デフランコ
- カート・エリング
- ハーブ・エリス
- クリス・フローリー
- スタン・ゲッツ
- スコット・ハミルトン
- ジーン・ハリス
- ドナルド・ハリソン
- バーニー・ケッセル
- ヘンリー・マンシーニ
- タニア・マリア
- ロブ・マッコネル
- デイブ・マッケンナ
- マリアン・マクパートランド
- カーメン・マクレエ
- ピーター・ネロ
- ジョー・パス
- ナット・ピアース
- ティト・プエンテ
- ベニー・リード
- エミリー・レムラー
- ポンチョ・サンチェス
- ジョージ・シアリング
- カル・ジェイダー
- メル・トーメ
- ジョー・ヴェヌーティ

## 参照
- レコード会社一覧